# Julian Bloedorn
Julian Bloedorn (* 1990 in Böblingen) ist ein deutscher Schauspieler.

## Leben
Julian Bloedorn absolvierte von 2015 bis 2020 seine Schauspielausbildung an der Folkwang Universität der Künste. Er hatte Theaterengagements u. a. in der „Meierei Essen-Werden“ und am „Pina Bausch-Theater“ in Essen, wo er als Konstantin Treplev in Die Möwe auftrat. 2019 gastierte er am Schauspielhaus Bochum.
2019 erhielt er für seine Mitwirkung in der Produktion Was Glänzt den Ensemble-Förderpreis beim 30. Schauspielschultreffen in Berlin.
Bloedorn wirkte in mehreren Kurzfilmen mit. Seine erste TV-Hauptrolle hatte er im Rahmen der ZDF-„Herzkino“-Reihe in der Inga-Lindström-Verfilmung Hochzeitsfieber (Erstausstrahlung: Oktober 2021), in der er die Rolle des Anton, den Ex-Freund und die große Jugendliebe der weiblichen Hauptfigur Lena (Magdalena Höfner) spielte.
Julian Bloedorn, der in seiner Freizeit Kickboxen betreibt, lebt in Berlin.

## Filmografie (Auswahl)
- 2015: Er ist wieder da
- 2020: Goldene Zeiten (Kurzfilm, Nebenrolle)
- 2021: Magic Roundabout (Kurzfilm, Hauptrolle)
- 2021: Inga Lindström: Hochzeitsfieber (Fernsehreihe, Hauptrolle)
- 2023: Gute Zeiten, schlechte Zeiten (Fernsehserie)
- 2023: Das Quartett: Tödliche Lieferung
- 2025: Ein starkes Team: Fast perfekte Morde (Fernsehreihe)